# Cromwell (film)
Cromwell – brytyjski dramat historyczny z 1970 roku w reżyserii Kena Hughesa.

## Fabuła
Anglia, XVII w. Purytański szlachcic Oliver Cromwell, sfrustrowany tyranią, która szerzy się w kraju, postanawia na zawsze opuścić wyspy i wraz z rodziną wyjechać do kolonii w Ameryce Pn. Jednak nieoczekiwanie, na wieść o tym, że król chce zwołać parlament celem uchwalenia podatków na wojnę ze Szkocją, zmienia zdanie i udaje się do Londynu by upomnieć się u władcy o prawa poddanych. Ponieważ Karol I nie zamierza usłuchać parlamentu, a nawet posuwa się do aresztowania i ścięcia czterech jego liderów, Cromwell, widząc nieskuteczność pokojowych działań, przegłosowuje wypowiedzenie posłuszeństwa królowi i ogłasza w kraju wojnę domową. Po klęsce oddziałów parlamentu pod Camp Hill reorganizuje armię, szkoli ją i staje na jej czele. Kolejna bitwa – pod Naseby przynosi mu zwycięstwo, po którym zdobywa Bristol, zajmuje Londyn i aresztuje w Oksfordzie króla. Ten odrzuca pokojowe propozycje Cromwella i parlamentu i sprowadza zagranicznych interwentów, innowierców z Francji i Irlandii, doprowadzając do kolejnej wojny domowej. Postawiony przed sądem parlamentu, zostaje uznany winnym zdrady i publicznie ścięty. Sam Cromwell odrzuca propozycję parlamentu przyjęcia korony angielskiej, a następnie przy użyciu wojska rozwiązuje go, uznając, że przestał on reprezentować interesy ludu i kraju. Ogłasza się lordem protektorem.
Akcja filmu jest skróconym zapisem wojen domowych w Anglii lat 1642-1646 i 1648-1649 oraz konfliktu Cromwella z Karolem I, oddającym jego sens, jednak nie do końca dbającym o szczegóły historyczne.

## Główne role
- Richard Harris – Oliver Cromwell
- Alec Guinness – Karol I
- Robert Morley – hr. Manchester
- Dorothy Tutin – Królowa Henrietta Maria
- Frank Finlay – John Carter
- Timothy Dalton – ks. Rupert
- Patrick Wymark – hr. Strafford
- Patrick Magee – Hugh Peters
- Nigel Stock – sir Edward Hyde
- Charles Gray – hr. Essex
- Michael Jayston – gen. Ireton
- Douglas Wilmer – gen. Fairfax
- Geoffrey Keen – John Pym
- Anthony May – Richard Cromwell
- Stratford Johns – sędzia Bradshaw
- Ian McCulloch – John Hampden
- Patrick O’Connell – John Lilburne
- Jack Gwillim – gen. Byron